# 477 (číslo)
Čtyři sta sedmdesát sedm je přirozené číslo. Následuje po číslu čtyři sta sedmdesát šest a předchází číslu čtyři sta sedmdesát osm. Římskými číslicemi se zapisuje CDLXXVII a řeckými číslicemi υοζ.

## Matematika
477 je:
- Deficientní číslo
- Složené číslo
- Nešťastné číslo

## Astronomie
- (477) Italia je planetka hlavního pásu, kterou objevil v roce 1901 Luigi Carnera

## Roky
- 477
- 477 př. n. l.